# Gashikirizi
Gashikirizi är ett vattendrag i Burundi.   Det ligger i provinsen Bujumbura Rural, i den centrala delen av landet, 29 kilometer sydost om huvudstaden Bujumbura.
Omgivningarna runt Gashikirizi är en mosaik av jordbruksmark och naturlig växtlighet. Runt Gashikirizi är det ganska tätbefolkat, med 172 invånare per kvadratkilometer.